# Andrej Sinicyn
Andrej Alekseevič Sinicyn (in russo Андрей Алексеевич Синицын?; Krasnokamensk, 23 giugno 1988) è un ex calciatore russo, di ruolo portiere.

## Carriera
È cresciuto nelle giovanili del Čita.

## Statistiche

### Presenze e reti nei club
Statistiche aggiornate al 15 febbraio 2017.
| Stagione        | Squadra         | Campionato      | Campionato | Campionato | Coppe nazionali | Coppe nazionali | Coppe nazionali | Coppe continentali | Coppe continentali | Coppe continentali | Altre coppe | Altre coppe | Altre coppe | Totale | Totale | Totale |
| Stagione        | Squadra         | Comp            | Pres       | Reti       | Comp            | Pres            | Reti            | Comp               | Pres               | Reti               | Comp        | Pres        | Reti        | Pres   | Reti   |        |
| --------------- | --------------- | --------------- | ---------- | ---------- | --------------- | --------------- | --------------- | ------------------ | ------------------ | ------------------ | ----------- | ----------- | ----------- | ------ | ------ | ------ |
| 2005            | Čita            | 1D              | 1          | 0          | CR              | 0               | 0               |                    | -                  | -                  |             | -           | -           | 0      | 0      |        |
| 2006            | Čita            | 2D              | 6          | 0          | CR              | 3               | 0               |                    | -                  | -                  |             | -           | -           | 0      | 0      |        |
| 2007            | Čita            | 2D              | 14         | 0          | CR              | 0               | 0               |                    | -                  | -                  |             | -           | -           | 0      | 0      |        |
| 2008            | Čita            | 2D              | 25         | -21        | CR              | 0               | 0               |                    | -                  | -                  |             | -           | -           | 0      | 0      |        |
| 2009            | Čita            | 1D              | 14         | -27        | CR              | 1               | 0               |                    | -                  | -                  |             | -           | -           | 0      | 0      |        |
| 2010            | Čita            | 2D              | 29         | -25        | CR              | 0               | 0               |                    | -                  | -                  |             | -           | -           | 0      | 0      |        |
| Totale Čita     | Totale Čita     | Totale Čita     | 89         | -73+       |                 | 4               | -?              |                    | -                  | -                  |             | -           | -           | 93     | -73+   |        |
| 2011-2012       | Enisej          | 1D              | 33         | -36        | CR              | 2               | -2              |                    | -                  | -                  |             | -           | -           | 0      | 0      |        |
| 2012-2013       | Krasnodar       | PL              | 15         | -19        | CR              | 1               | -1              |                    | -                  | -                  |             | -           | -           | 0      | 0      |        |
| 2013-2014       | Krasnodar       | PL              | 10         | -11        | CR              | 5               | -3              |                    | -                  | -                  |             | -           | -           | 0      | 0      |        |
| 2014-2015       | Krasnodar       | PL              | 6          | -10        | CR              | 2               | -3              | UEL                | 4                  | -1                 |             | -           | -           | 0      | 0      |        |
| 2015-2016       | Krasnodar       | PL              | 4          | -4         | CR              | 1               | 0               | UEL                | 1                  | -1                 |             | -           | -           | 0      | 0      |        |
| 2016-2017       | Krasnodar       | PL              | 12         | -7         | CR              | 2               | -2              | UEL                | 4                  | -5                 |             | -           | -           | 0      | 0      |        |
| 2017-2018       | Krasnodar       | PL              | 17         | -19        | CR              | 0               | 0               | UEL                | 4                  | -7                 |             | -           | -           | 0      | 0      |        |
| Totale carriera | Totale carriera | Totale carriera | 186        | -179+      |                 | 17              | -11+            |                    | 13                 | -14                |             | -           | -           | 216    | -204+  |        |